# Cmentarz rzymskokatolicki w Klimontowie
Cmentarz rzymskokatolicki w Klimontowie – zabytkowy cmentarz założony w 1843 roku, znajdujący się w gminie Klimontów, w powiecie sandomierskim, usytuowany na południowych krańcach Klimontowa.

## Historia
Cmentarz miał kształt zbliżony do prostokąta. Parokrotnie jego obszar był powiększany, m.in. w latach 1978 i 1993. Ogrodzony jest murem kamiennym z bramą wejściową w zachodniej części ogrodzenia. Najstarsze nagrobki pochodzą z 1874 roku. 
Na cmentarzu pochowano 49 powstańców styczniowych zmarłych w lazaretach w Górkach Klimontowski oraz w Klimontowie rannych w bitwach Rybnicą i Jurkowicami.

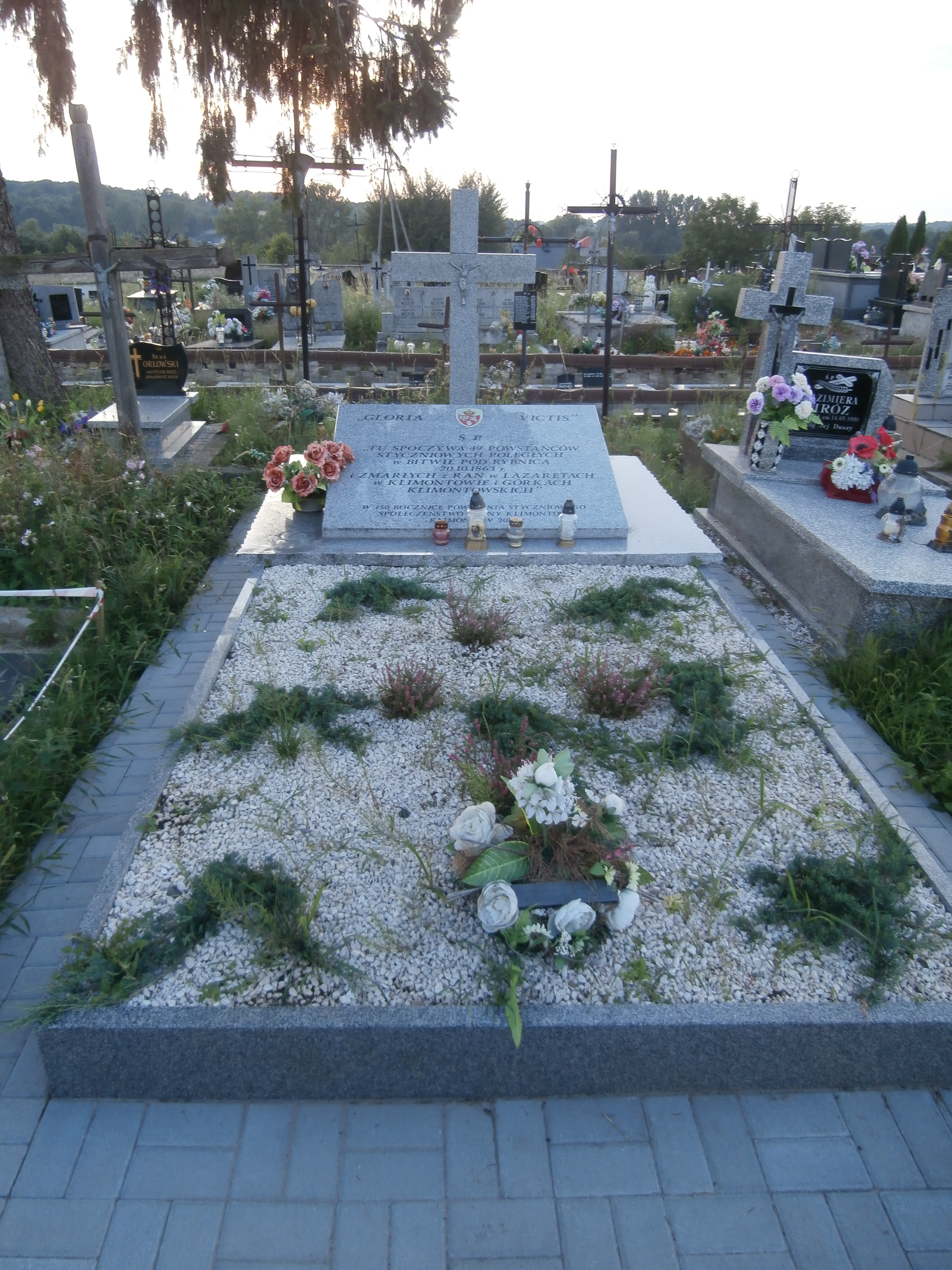
Mogiła powstańców styczniowych

W okresie I wojny światowej na cmentarzu założono dwie mogiły żołnierzy poległych w okolicach Klimontowa. W 1917 roku na cmentarzu było pochowanych 76 żołnierzy austro-węgierskich oraz dwóch żołnierzy armii rosyjskiej. W kolejnych latach wojny na cmentarz zostało przeniesionych 16 żołnierzy austro-węgierskich ekshumowanych z mogił pojedynczych rozrzuconych w okolicach Klimontowa. 
Według Marka Florka, na cmentarzu pochowano łącznie 250 żołnierzy poległych w I wojnie światowej oraz nieznaną liczbę żołnierzy Armii Czerwonej poległych w 1945 roku.

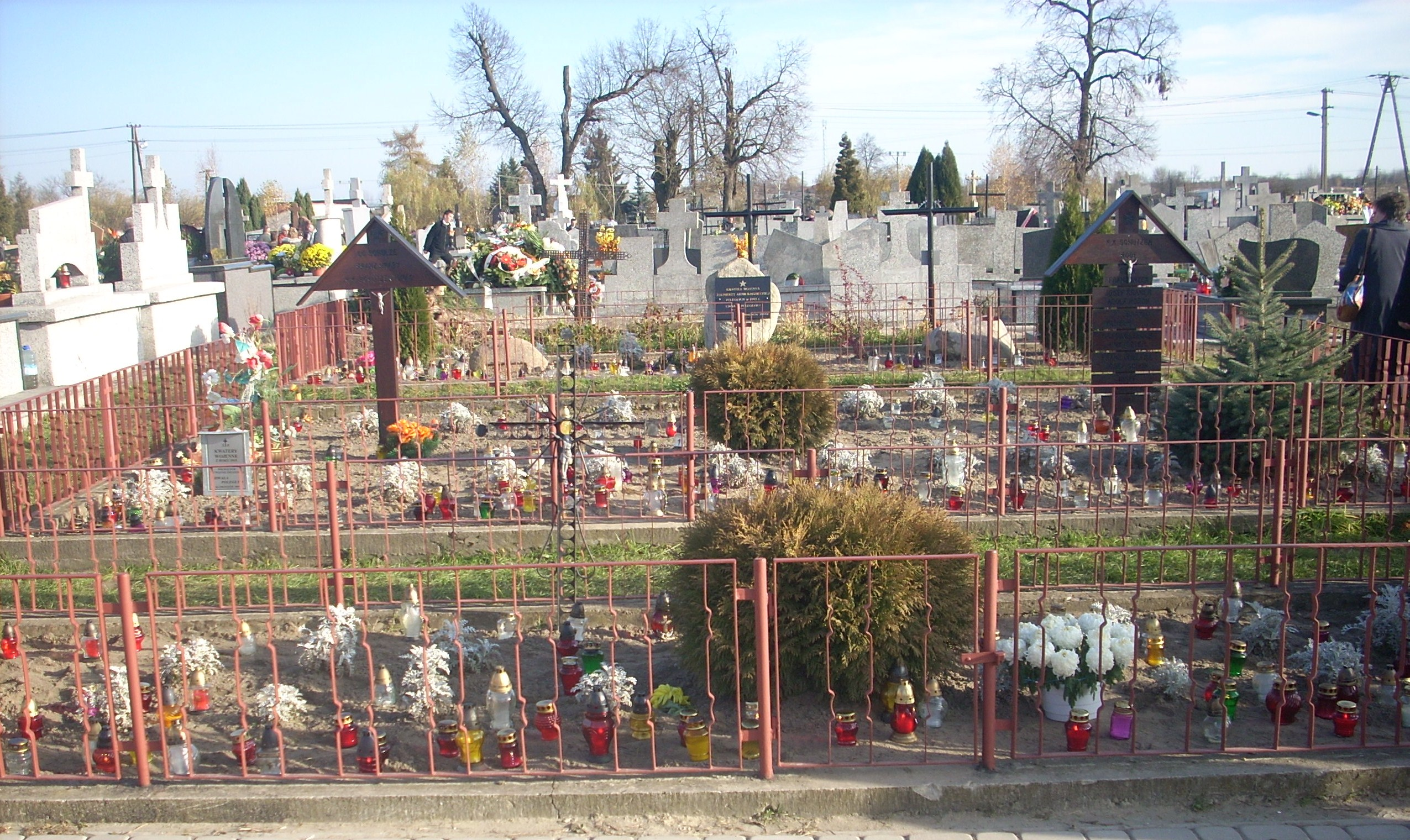
Mogiły żołnierskie z lat I i II wojny światowej

## Pochowani
- Jakub Zysman "Klimontowski Judym" – lekarz i społecznik,
- Edward Białoskórski – rosyjski wojskowy i urzędnik,